# Geoffroi de La Tour Landry
Geoffroi de La Tour Landry (* 1326; † 1404) war ein französischer Pädagoge und Schriftsteller.

## Leben und Werk
Geoffroi de La Tour Landry entstammte einer Adelsfamilie aus La Tourlandry. Er war Ritter im  Hundertjährigen Krieg. Geoffroi schrieb ein Erziehungsbuch für seine Töchter, die er entsprechend dem Zeitgeist zur Unterwerfung unter den Ehemann anhielt, sie aber auch vor der Scheinheiligkeit der Mitmenschen und den Überredungsstrategien der Männer warnte. Darin eingeflochten sind Erzählungen und Erinnerungen aus seinem Leben, die dem Werk neben dem Pädagogischen den Anstrich des Literarischen geben.  Eine moderne kritische Ausgabe fehlt.
Das Werk wurde von William Caxton ins Englische übersetzt. Die deutsche Übersetzung und Adaptierung durch Marquard vom Stein (zuerst 1493) mit dem Titel Der Ritter vom Turn (sic) wurde eines der meistgelesenen Bücher der Zeit.

## Werke (Auswahl)
- Le Livre du Chevalier de la Tour Landry pour l’enseignement de ses filles (1371). Hrsg. von Anatole de Montaiglon (1824–1895). P. Jannet, Paris 1854. Kraus reprint, Millwood (New York) 1982.
  - (deutsch) Marquard vom Stein: Der Ritter vom Turn. Hrsg. von Ruth Harvey. Schmidt, Berlin 1988.